# ロボドリル
ロボドリル (ROBODRILL) は、ファナックが製造・販売する、主軸30番の小型マシニングセンタである。名称からはNCボール盤が連想されやすいが、ミーリング加工、タッピング加工にも対応している。金型加工から鋳物部品の仕上げ加工まで幅広く用いられており、特にスマートフォンの筐体加工を得意としている。
最新機種はα-DiBシリーズで、標準機と高性能機の2機種が販売されている。搭載されているCNCはFANUC Series 31i-B/B5。

## 特徴
- マシニングセンタの基幹部品であるCNC、サーボモータ、スピンドルモータ、アンプが内製化されており、ファナックの最先端のサーボ技術が応用されている。
- 基本は3軸制御であるが、別途、付加2軸回転テーブルを用意することで同時5軸制御にも対応する[2]。
- タレット式のATC (自動工具交換装置) を備えており、ツール本数は14本、21本から選択できる。高性能機では、わずか0.7秒で工具交換が可能[2]。
- X軸ストロークの異なるS、M、Lサイズをラインナップしている[2]。
- 主軸回転数は最高で24,000 rpmである。オプションとして、センタースルークーラントにも対応する[2]。
- 側面に自動ドアを設置することが可能で、同社が販売している産業用ロボットと連携させて、ワーク交換を自動で行うことが可能。
- オプションとして、付加1軸回転テーブルのDDRが用意されている[3]。ダイレクトドライブのため、高速・高精度の割り出しが可能としている。
- 国内の筑波工場で製造されており、月産3,000台の製造能力がある。工作機械は手作業で組み立てられることが一般的であるのに対して、ロボドリルは同社製の産業用ロボットによる組み立ての自動化が進められている[4]。

## EMS企業による特需
近年、スマートフォン業界を中心にEMS（受託製造サービス）と呼ばれる業態が広まっており、ロボドリルの売上の多くがEMS企業に占められている。とりわけiPhoneの製造を受託する鴻海精密工業には、大量のロボドリルが納入されてきたと言われている。スマートフォンの筐体加工機としての世界シェアは、実に8割に達する。